# شاطئ البترا

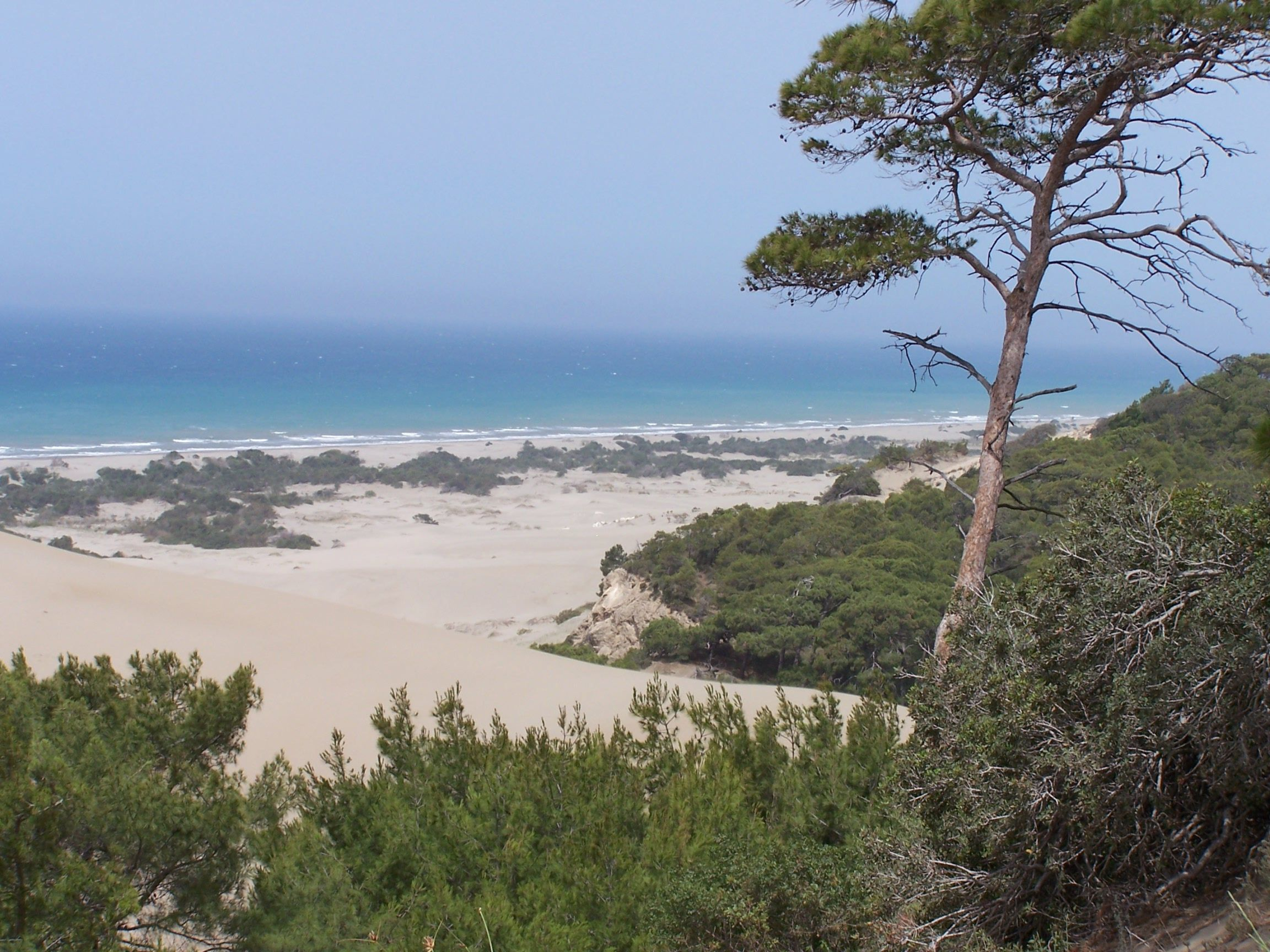
شاطئ البترا في الريفيرا التركية

شاطئ البترا هو واحد  من أكبر وأجمل الشواطئ قرب مدينة (الليسية) ليقيا القديمة مدينة البترا في تركيا، على ساحل الريفيرا التركية.
طول الشاطئ  18 كيلومترا (11 ميل) و هو الأطول في المنطقة، ويصل في بعض الأحيان إلى عرض 200-300 متر.كما أن الشاطئ يملك رمال ناعمة و شواطئ ضحلة. و هو واحد من الأماكن حيث السلاحف البحرية(ترسة) تترك بيضها.لهذا السبب الشاطئ تحت الحماية. في نقطة في أقصى الشرق يوجد نتوء صخري مطل على كهوف صخرية مذهلة. يوجد طريق واحد إلى الشاطئ يصل  إلى المواقع الأثرية ذات الأهمية.